# Stortjärnen (Storsjö socken, Härjedalen, 696395-134831)
Stortjärnen är en sjö i Bergs kommun i Härjedalen och ingår i Ljungans huvudavrinningsområde. Sjön har en area på 0,192 kvadratkilometer och ligger 908,5 meter över havet.

## Delavrinningsområde
Stortjärnen ingår i det delavrinningsområde (696468-134781) som SMHI kallar för Mynnar i Skärkan. Medelhöjden är 853 meter över havet och ytan är 18,3 kvadratkilometer. Det finns inga avrinningsområden uppströms utan avrinningsområdet är högsta punkten. Hårdängesbäcken som avvattnar avrinningsområdet har biflödesordning 3, vilket innebär att vattnet flödar genom totalt 3 vattendrag innan det når havet efter 328 kilometer. Avrinningsområdet består mestadels av skog (50 procent) och kalfjäll (43 procent). Avrinningsområdet har 0,42 kvadratkilometer vattenytor vilket ger det en sjöprocent på 2,3 procent.